# 쎄미하우
쎄미하우(semihow)는 대한민국의 반도체 소자 제조 및 기술 컨설팅 기업이다.

## 역사
2025년 대신밸런스제16호스팩과 합병을 결정하였다.